# Dunecht
Dunecht ist eine Ortschaft in der schottischen Council Area Aberdeenshire. Sie liegt rund 20 Kilometer westlich von Aberdeen nordwestlich des Loch of Skene.

## Geschichte
Auf einer Anhöhe südwestlich der Ortschaft befindet sich ein spätbronzezeitliches Hillfort. Möglicherweise bereits steinzeitlich ist ein nahegelegener stehender Stein. Auch zwei stein- beziehungsweise bronzezeitliche Steinkreise (Nether Corskie, Wester Echt) belegen die frühzeitliche Besiedlung der Umgebung.
1845 erwarb Alexander Lindsay, der spätere 25. Earl of Crawford, der sein Vermögen mit dem Kohlebergbau in Lancashire gemacht hat, das Anwesen Dunecht. Dort wurde bereits 1820 die Keimzelle des Herrenhauses Dunecht House, das John und William Smith 1859 erweiterten, errichtet. Mit dem Verkauf des Anwesens im Jahre 1900 wurde auch die Ortschaft Dunecht, die zu dieser Zeit noch Waterton hieß, umbenannt und als Plansiedlung erweitert. 1907 pachtete Weetman Pearson, 1. Viscount Cowdray das Anwesen zunächst und erwarb es schließlich zwei Jahre später.
Für das südlich gelegene Echt sind aus den 1220er Jahren die Schreibweisen Heyth und Eych belegt; 1366 dann Eycht. Der Ortsname geht möglicherweise auf den Namen des Erbauers des Hillforts (und späteren Duns) zurück, der Aedh, Aodh oder Heth geheißen haben könnte. Der Name bedeutete dann folglich „Aedhs Dun“.

## Verkehr
Über die von Aberdeen nach Corgarff führenden A944 ist Dunecht direkt an das Fernverkehrsstraßennetz angeschlossen. Im Ortszentrum kreuzt außerdem die in Nord-Süd-Richtung verlaufende B977.